# Appenrode
Appenrode est un village de Thuringe, à 8 kilomètres au nord-ouest de Neustadt, d'environ 400 habitants. Il fait aujourd'hui partie de la commune d'Ellrich.

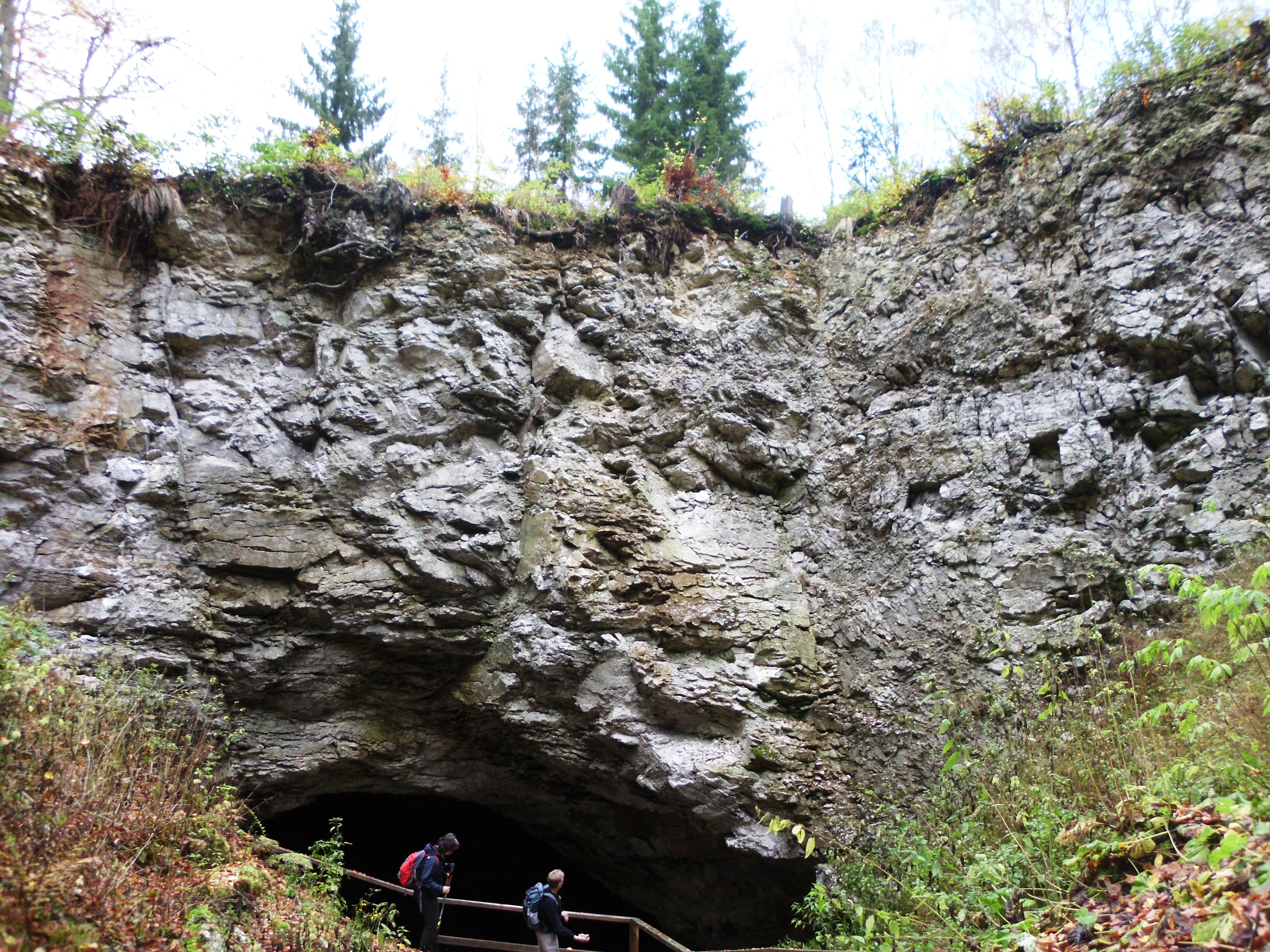
Grotte Kelle

Sur son territoire, la grotte dite Kelle est remarquable par ses roches calcaires cristallisées et une citerne de 17 mètres de profondeur, dont l'eau est si froide que les poissons ne peuvent y vivre. 

## Source
Cet article comprend des extraits du Dictionnaire Bouillet. Il est possible de supprimer cette indication, si le texte reflète le savoir actuel sur ce thème, si les sources sont citées, s'il satisfait aux exigences linguistiques actuelles et s'il ne contient pas de propos qui vont à l'encontre des règles de neutralité de Wikipédia.